# Buzdug, Iași
Buzdug este un sat în comuna Dagâța din județul Iași, Moldova, România.